# Georgie Welcome
Georgie Wilson Welcome Collins (Roatán, 9 de março de 1985) é um futebolista profissional hondurenho, milita no Monaco.

## Carreira
Welcome representou a Seleção Hondurenha de Futebol na Copa do Mundo de 2010.